# Честит Хелоуин, Скуби-Ду!
„Честит Хелоуин, Скуби-Ду!“ (на английски: Happy Halloween, Scooby-Doo!) е американски издаден директно на DVD анимационен филм от 2020 г., и е тридесет и четвъртия филм от филмовата поредица „Скуби-Ду“. Режисьор е Максуел Атомс, който е сценарист на филма и съпродуцент с Сам Реджистър. Той е пуснат на 6 октомври 2020 г. от „Уорнър Брос Хоум Ентъртейнмънт“.

## В България
В България филмът е излъчен на 30 октомври 2022 г. по „Би Ти Ви“ в неделя от 5:30 ч. Дублажът е на студио VMS. Екипът се състои от:
| Озвучаващи артисти  | Златина Тасева Татяна Етимова Радослав Рачев Кирил Ивайлов Росен Русев |
| Преводач            | Силвия Вълкова                                                         |
| Тонрежисьор         | Сибин Златарев                                                         |
| Режисьор на дублажа | Веселина Стоилова                                                      |